# Tutye
 (septembre 2020).
Tutye est une localité à l'ouest de l'État du Victoria en Australie à 424 km au nord-ouest de Melbourne sur la Mallee Highway, dans le bourg de Mildura. Elle est située dans la région du Sunraysia (en) et compte 20 habitants en 2016.